# Phloeopsis bioculata
Phloeopsis bioculata là một loài bọ cánh cứng trong họ Cerambycidae.